# Корилівка (річка)
Корилівка — річка в Україні  у Тернопільському районі Тернопільської області, ліва притока Гнилої Рудки (басейн Дністра).

## Опис
Довжина річки 11 км, похил річки — 3,4 м/км. Формується з багатьох безіменних струмків та водойм. Площа басейну 85,5 км².

## Розташування
Бере початок у селі Полупанівка. Тече переважно на південний захід і на південно-західній околиці міста Скалата впадає у річку Гнилу Рудку, ліву притоку Гнилої.
Населені пункти вздовж берегової смуги: Старий Скалат, Новосілка.
Річку перетинає автошлях Т 2019.